# Île d'Anchor
L’île d'Anchor (en anglais Anchor Island), est une petite île de Nouvelle-Zélande inhabitée, d'une superficie de 14 km2. Elle est située dans le fjord de Dusky Sound dans le parc national de Fiordland.

## Environnement
L'île est choisie, avec l'île de la Morue, comme lieu de réintroduction du kakapo